# Ōra
Ōra (japanska: 邑楽町?, Ōra-machi) är en landskommun (köping) i Gunma prefektur i Japan.  